# Поддубки (Медновское сельское поселение)
Поддубки — деревня, входит в состав Медновского сельского поселения Калининского района, в 15 километрах к западу от Твери, на федеральной автодороге Москва — Санкт-Петербург М10 (E 105). В 2 км в сторону Твери — деревня Мермерины, в 6 км в другую сторону — село Медное[уточнить].
Население по переписи 2002 года — 63 человека, 29 мужчин, 34 женщины.